# Gondoletta
Gondoletta est une attraction dans le parc d'attractions néerlandais Efteling à Kaatsheuvel ouverte en 1981.

## L'attraction

### Présentation
Les Gondolettas sont situées dans la section Reizenrijk du parc. Appelé en français « Royaume du Voyage » ou encore « Royaume de l'Aventure », il se trouve dans la partie septentrionale du parc. Cette partie est celle des voyages : autour du monde, dans les airs, dans le noir ou sur l'eau.
Les Gondolettas sillonnent le « Lac ornemental » (ou Siervijver en néerlandais) accompagnée par l'Allegro Brillante de François Adrien Boieldieu extrait du Concerto pour Harpe et Orchestre en ut majeur Opus 82 (1801).
Les quarante embarcations couvertes naviguent pendant vingt minutes le long d'un kilomètre bordé de jardins, sous-bois, roches, ponts, îlots. Les barques voguent sur un ruisseau serpentant jusqu'au Lac ornemental, passent à côté du Chemin de fer des enfants (Kinderspoor), longent le pont de la « Société des trains à vapeur d'Efteling » (qui traverse l'étang au niveau de la surface de l'eau) et se dirigent vers la Pagode.

### Technique
Gondoletta est constitué de bateaux installés sur un système de transport automatique qui était initialement un test pour la future Fata Morgana. Toutefois, ce fut un tel succès que Efteling conserva Gondoletta comme attraction à part entière. Le système de transport des Gondolettas (Tow boat ride) a été fourni par Intamin.
Les visiteurs embarquent dans les radeaux grâce à un grand disque tournant. Ce système sera aussi utilisé comme mode d'embarcation des attractions Piraña en 1983, Carnaval Festival en 1984 et Fata Morgana en 1986. Les esquifs sont reliés entre eux par un grand câble d'acier situé sous eau. Celui-ci est également relié au grand disque tournant et permet d'effectuer les virages le long du parcours. 
La capacité de l'attraction est entre mille et mille cent personnes par heure, chacun des quarante canots fait trois tours par heure. Ceux-ci peuvent accueillir neuf visiteurs, mais les embarcations ne sont généralement pas pleines.

### Évolution

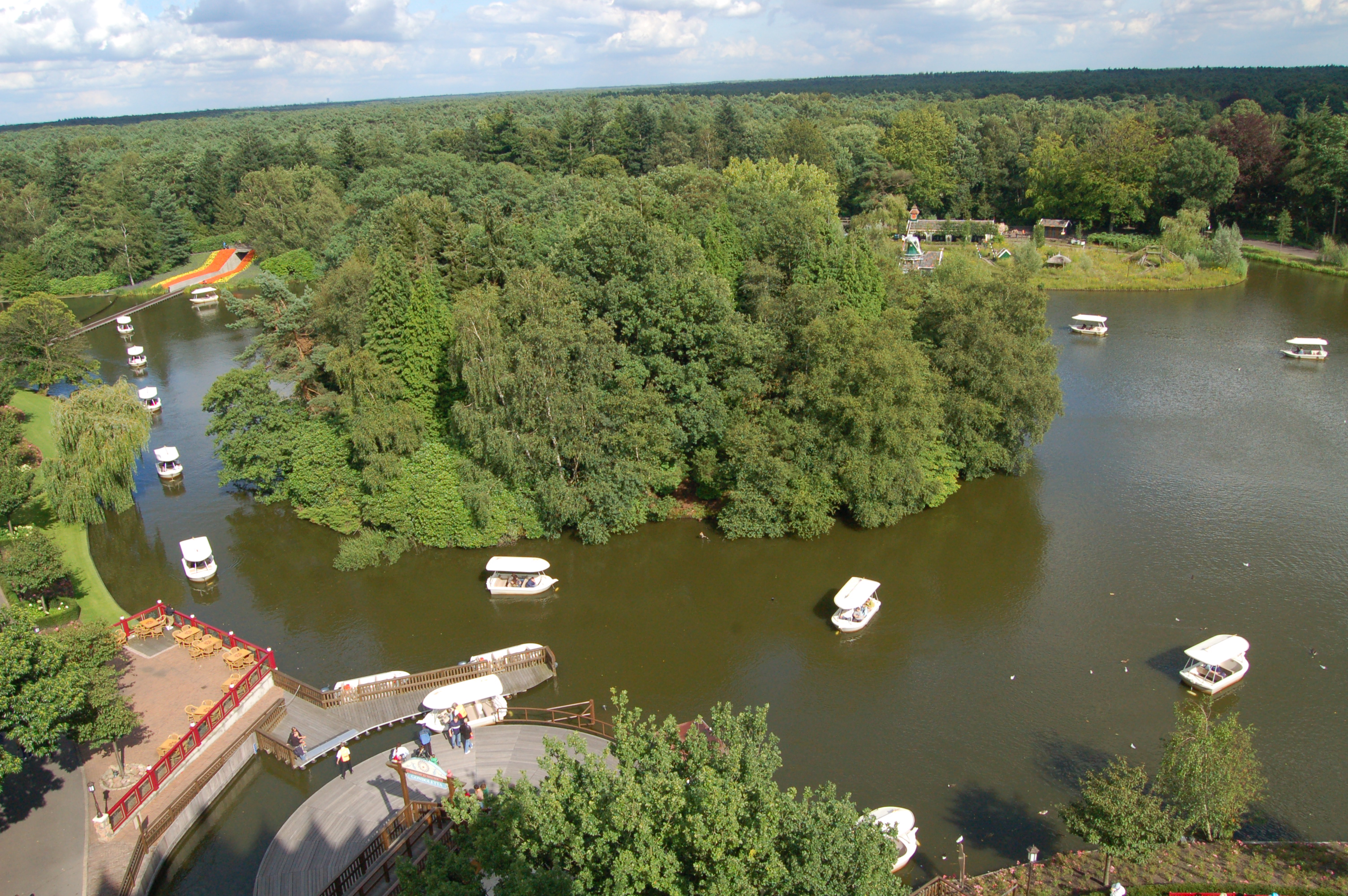
Vue aérienne de Gondoletta

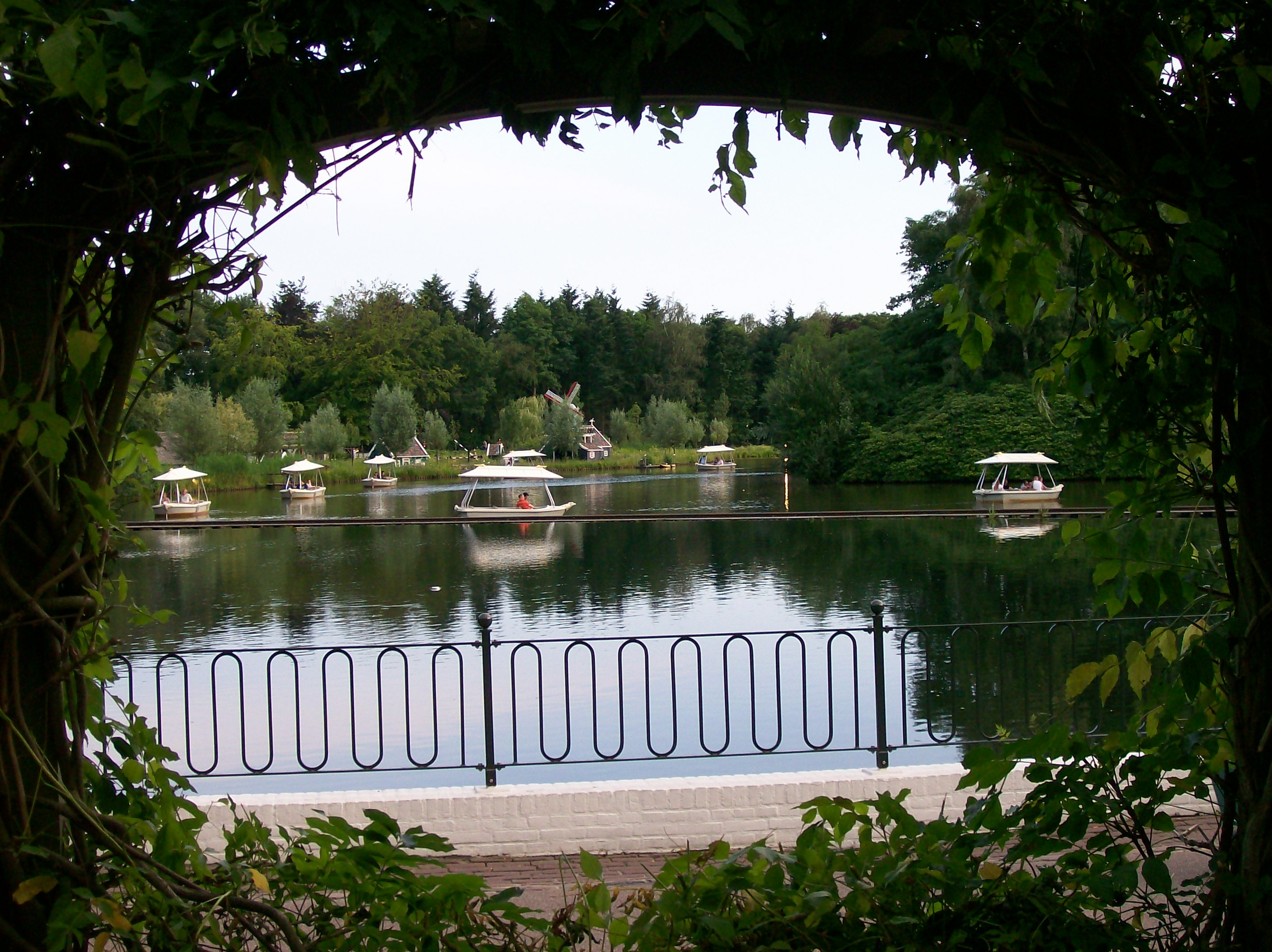
Depuis la rive nord

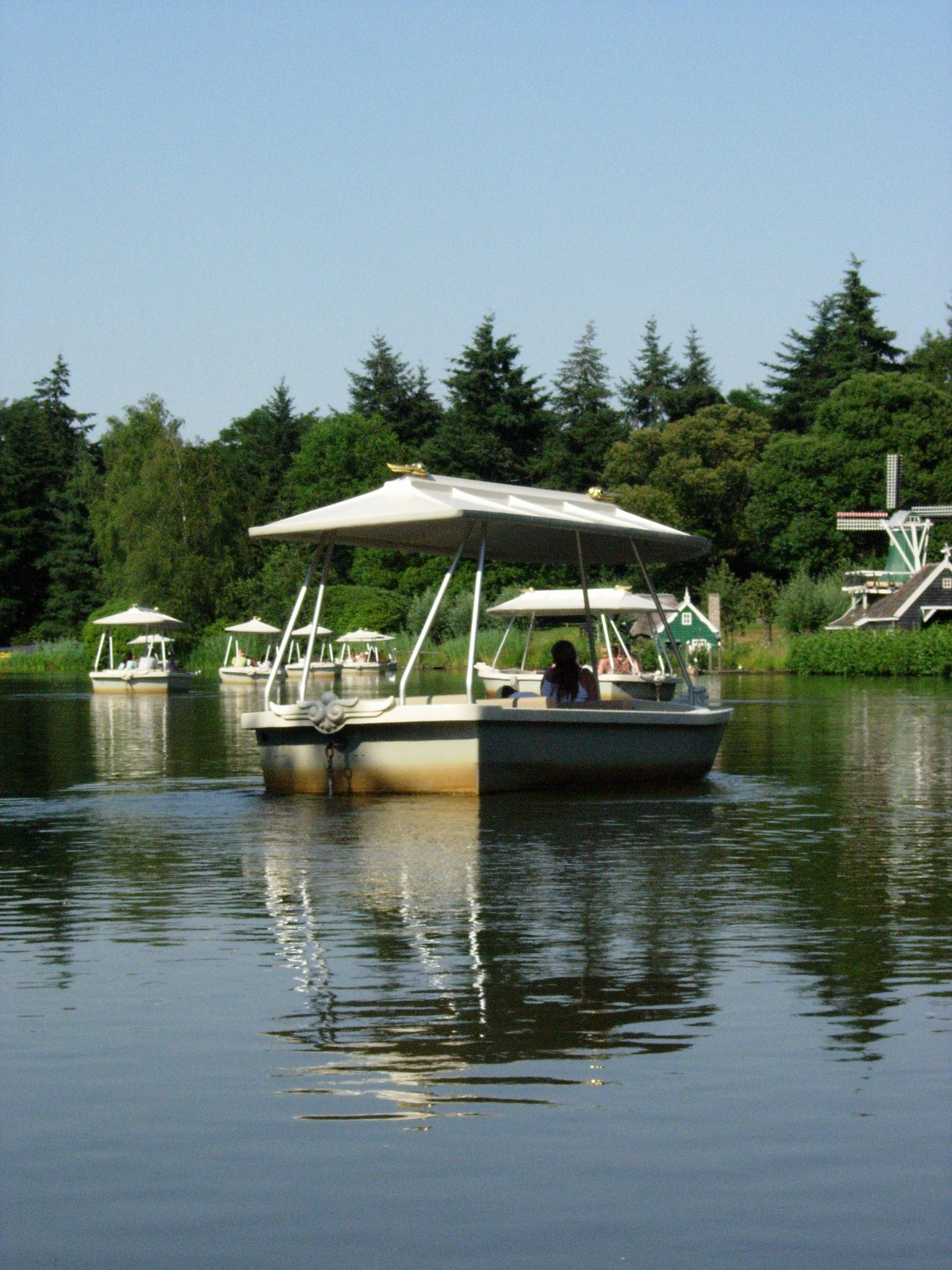
Les embarcations

Les barques ont été métamorphosées en 1994. Chaque bateau reçut une proue en forme de tête d'oiseau (celles-ci possèdent quelques ressemblances avec la tête de Vogel Rok) et les fanions orange sur le toit furent remplacés par des ornements dorés. L'auteur de cette métamorphose est Ton van de Ven. Il est un grand créatif du parc qui a conçu entre autres Piraña, Fata Morgana, la Villa Volta, Vogel Rok, le Peuple des Lavanors, le Château Hanté, la Pagode, De Halve Maen, le Vol de rêve.
À partir du deuxième Winter Efteling hivernal (2000), les quarante esquifs ont été remplacés par trois grands poissons décoratifs flottant. Ils ont été réalisés de manière à imiter la glace et le soir, ils sont éclairés de l'intérieur par des lueurs bleues et blanches.
Avant la saison 2007/2008, de magnifiques parterres de fleurs se trouvaient sur les rives du cours d'eau. Ils furent transformés en zone humide comme dans le Parc national du Biesbosch pour attirer plus d'espèces d'animaux sauvages. Six îlots boisés furent donc créés le long des rives,. Plusieurs grandes pierres faisant référence à Stonehenge furent plantées aux alentours de la Source de souhait sur une des îles de l'étang.
Jusqu'en 2007, les radeaux étaient stockés dans le « Royaume Déchaîné » (Ruigrijk) pendant le Winter Efteling hivernal. Le « Royaume Déchaîné » ouvrit ces portes pour la première fois en hiver lors de l'édition 2007, les canots restèrent donc sur l'étang et les poissons disparurent. Au cours de l'hiver 2009/2010, les Gondolettas accueillirent le public pour la première fois en hiver si l'eau de l'étang ne gelait pas et les poissons remplacèrent trois des embarcations.

### Données techniques
- Coût : 2 millions de florins, 900 000 €[2],[7]
- Capacité : entre 1 000 et 1 100/h
- Capacité des barques : 9 personnes
- Durée : 20 minutes
- Nombre de barques : 40
- Longueur : 1 km
- Vitesse : 3 km/h

## Nature
Gondoletta est l'attraction ayant la plus forte connexion avec les racines de la « Fondation du Parc Naturel d'Efteling » créée en 1950.
Quelque 150 espèces différentes d'oiseaux d'eau peuvent être observées, les plus remarquables sont : cygnes noirs, canards mandarins, canards colvert, canards branchus, ouettes d'Égypte, gallinules, fulicas, mouettes rieuses et hérons cendrés.
Le lac est habité par de nombreux poissons : carpes, esoxs, sanders, bars, perches, carpes amour.
Comme dans tout le parc, l'attraction est entourée d'énormément de végétation. Le visiteur apercevra des fougères, pins, pinophytas, feuillus, etc.

## Divers
- Depuis le 21 mai 1985, la Source de souhait (Wensbron) située sur une des îles de l'étang recueille des fonds pour la fondation Save the Children. La Source fut inaugurée par feu la Princesse Juliana[1] en sa qualité de présidente d'honneur de la Fondation Nederlandse Kinderhulp Plan qui a cessé ses activités en 1988[10]. Un petit poisson tourne en poussant une plaque dorée dans le puits, le vœu sera réalisé si l'on jette une pièce de monnaie sur cette plaque. Le 21 mai 2010, une cérémonie eu lieu pour fêter les 25 ans de la source. Il fut annoncé que 151 846,76 € ont été récoltés dans le puits depuis son inauguration et 7 676,59 € en 2009 (en 2006, près de 6 000 € furent récoltés)[11].

- Lorsqu'il faut évacuer l'attraction, les employés du parc utilisent des « Gondolettas à moteurs ».

- Hormis le Bois des contes, Gondoletta est la plus grande attraction d'Efteling en ce qui concerne la superficie[12].